# Enterpia
Enterpia is een geslacht van vlinders van de familie uilen (Noctuidae).

## Soorten
- E. laudeti (Boisduval, 1840)
- E. picturata (Alpheraky, 1882)
- E. roseocandida Hacker, 1996